# Knill
Knill – wieś w Anglii, w hrabstwie Herefordshire. Leży 30 km na północny zachód od miasta Hereford i 216 km na zachód od Londynu.